# Chemnitz-Schönau (przystanek kolejowy)
Chemnitz-Schönau – przystanek kolejowy w Chemnitz, w kraju związkowym Saksonia, w Niemczech. Znajdują się tu 2 perony.